# Обыкновенная королевская змея
Обыкновенная королевская змея (Lampropeltis getula) — неядовитая змея семейства ужеобразных (Calubridae). Имеет 5 подвидов. Ранее в состав этого вида входило в целом 9 подвидов, но в 2009 году Lampropeltis californiae, Lampropeltis getula holbrooki, Lampropeltis getula niger, Lampropeltis getula splendida определены в качестве самостоятельных видов.
Общая длина колеблется от 1—1,4 до 2 м. Голова треугольная. Туловище стройное. Окраска тёмно-коричневая или чёрная. По туловищу проходит 25—40 белых или кремовых поперечных полос, которые связаны между собой и этим напоминают вытянутую цепь. Брюхо тёмного цвета с несколькими светлыми полосами.
Любит широколиственные и сосновые леса, луга, заболоченную местность. Активна ночью. Питается ящерицами и змеями.
Это яйцекладущая змея. Самка откладывает от 12 до 23 яиц.
Обитает на территории США от южной части штата Нью-Джерси до северной Флориды.

## Подвиды
- Lampropeltis getula floridana
- Lampropeltis getula meansi
- Lampropeltis getula goini
- Lampropeltis getula sticticeps